# 碳酸二苯酯
碳酸二苯酯(C13H10O3),白色结晶固体。 不溶于水，溶于热乙醇、苯、乙醚、四氯化碳、冰醋酸等有机溶剂。碳酸二苯酯在农药上主要用于合成异氰酸甲酯，进而制备氨基甲酸酯类杀虫剂克百威。此外主要用于塑料工业，制造聚芳基碳酸酯和对羟基苯甲酸聚酯、单异氰酸酯、二异氰酸酯。也可以制备塑料增塑剂。化工生产中用作溶剂和载热体。

## 生产方法

### 苯酚与光气合成法
先向反应锅内加入16％～17％的氢氧化钠溶液，再加入苯酚，在惰性溶剂存在下加入少量叔胺催化剂；然后冷至10℃左右加入液态光气，控制反应温度为20～30℃，反应生成的碳酸二苯酯不断呈固态小颗粒析出。反应过程中用调节光气的加入速度和控制冰盐水量来掌握反应温度。当物料pH=6.5～7时反应完毕。先赶走剩余光气和氯化氢气体，待物料静置分层去掉母液，得到碳酸二苯酯粗品；然后经多次盐水和冷水洗涤、分离，再用真空脱水和回收溶剂，最后经减压蒸馏和滚筒结晶，得到所需的白色片状精碳酸二苯酯。

### 乙烯碳酸酯法
此法在TiO2/SiO2催化剂存在下碳酸二甲酯与苯酚交换可得碳酸二苯酯。碳酸二甲酯与过量的苯酚，在200～250℃，0.39 MPa氮气压力下酯交换3h，主要产物是二苯基碳酸酯及少量甲基苯基碳酸酯及二苯醚。